# Swansea City Association Football Club 2012-2013
Questa voce raccoglie le informazioni della Swansea City Association Football Club nelle competizioni ufficiali della stagione 2012-2013.

## Stagione
La stagione 2012-2013 è quella del centenario per lo Swansea. I cigni partecipano alla Premier League per la quarta volta dall'anno della fondazione e per la seconda consecutiva concludendo il campionato piazzandosi in 9ª posizione.
La stagione inizia nel migliore dei modi: 5-0 in casa del QPR e altra vittoria netta per 3-0 ai danni del West Ham. Subentra però un calo: nelle successive cinque giornate la squadra gallese conquista solamente due punti. Nella fase centrale del girone d'andata la squadra torna a ottenere altri buoni risultati e riesce a macinare il buon gioco che ha caratterizzato lo Swansea di Laudrup. Infatti il team ottiene ottimi risultati, tra cui un pareggio contro il Chelsea, facendo perdere il comando della Premier a quest'ultimo, e un'ottima vittoria all'Emirates Stadium contro l'Arsenal grazie a due gol nel finale di Michu.
Il 23 dicembre ha luogo la partita tra lo Swansea e il Manchester United: la partita, che risulta molto gradevole e abbastanza equilibrata, finisce 1-1, tra le proteste di Alex Ferguson e un principio di rissa causata da una pallonata di Ashley Williams a van Persie.
Dopo la partita con i Red Devils il team guidata da Laudrup ottiene cinque risultati utili consecutivi prima di perdere con il West Ham. La squadra reagisce superando con una prova di forza il QPR, reduce da una serie positiva di cinque turni, vincendo 4-1. Il club londinese subisce ancora la squadra di Swansea, ma soprattutto l'attaccante spagnolo Michu, che, come nella gara d'andata, segna ancora una doppietta. Otto giorni dopo, nell'anticipo giocato per permettere allo Swansea di giocare il 24 febbraio la finale di League Cup, arriva una clamorosa sconfitta a Stamford Bridge: il passivo è di 5 reti e il Liverpool supera i rivali in classifica, conquistando il settimo posto. Il campionato prosegue senza acuti e con un lieve calo di risultati, ma la salvezza è ormai in cassaforte e il nono posto finale è quasi un successo.
Nella FA Cup lo Swansea esce contro l'Arsenal al primo turno giocato, i trentaduesimi di finale: dopo aver pareggiato 2-2 al Liberty Stadium, il match si rigioca nel cosiddetto replay che vede il successo dei Gunners per 1-0.
Nell'altra coppa nazionale, la League Cup l'inizio è contro squadre di serie minori (Barnsley e Crawley Town). Agli ottavi di finale l'avversario è il Liverpool: la vittoria per 3-1 porta lo Swansea ai quarti della competizione per la prima volta nella sua storia. I cigni però non si fermano e continuano la loro strada nel migliore dei modi: ai quarti battono il Middlesbrough per 1-0 grazie a un'autorete, in semifinale eliminano il più quotato Chelsea, compiendo nell'impresa di vincere 2-0 a Stamford Bridge. Il pareggio a reti bianche casalingo è bastato quindi a raggiungere la prima storica finale in coppa dello Swansea.
In finale la sfida è, a sorpresa, con il Bradford City, squadra di quarta serie che così eguaglia l'impresa del Rochdale del 1962. La vittoria dello Swansea è quasi scontata, e di fatto vince per 5 reti a 0, riuscendo nell'ennesima impresa stagionale. La vittoria della League Cup 2012-2013 è il primo trofeo inglese conquistato dai gallesi, che, inoltre, giungono ai preliminari dell'Europa League 2013-2014.

## Maglie e sponsor
Ecco la prima e la seconda maglia dello Swansea nella stagione 2012-2013.
| Casa | Trasferta |

## Rosa
Rosa aggiornata al 1º gennaio 2013.
| N. |                        | Ruolo | Calciatore      |
| -- | ---------------------- | ----- | --------------- |
| 1  | Paesi Bassi (bandiera) | P     | Michel Vorm     |
| 2  | Inghilterra (bandiera) | D     | Kyle Bartley    |
| 3  | Galles (bandiera)      | D     | Neil Taylor     |
| 4  | Spagna (bandiera)      | D     | Chico           |
| 5  | Inghilterra (bandiera) | D     | Alan Tate       |
| 6  | Galles (bandiera)      | D     | Ashley Williams |
| 7  | Inghilterra (bandiera) | C     | Leon Britton    |
| 9  | Spagna (bandiera)      | C     | Michu           |
| 11 | Spagna (bandiera)      | C     | Pablo           |
| 12 | Inghilterra (bandiera) | C     | Nathan Dyer     |
| 13 | Galles (bandiera)      | P     | David Cornell   |
| 14 | Belgio (bandiera)      | C     | Roland Lamah    |
| 15 | Inghilterra (bandiera) | C     | Wayne Routledge |
| 16 | Inghilterra (bandiera) | D     | Garry Monk      |

| N. |                             | Ruolo | Calciatore         |
| -- | --------------------------- | ----- | ------------------ |
| 17 | Israele (bandiera)          | A     | Itay Shechter      |
| 19 | Inghilterra (bandiera)      | A     | Luke Moore         |
| 20 | Paesi Bassi (bandiera)      | C     | Jonathan de Guzmán |
| 21 | Paesi Bassi (bandiera)      | D     | Dwight Tiendalli   |
| 22 | Spagna (bandiera)           | D     | Àngel Rangel       |
| 23 | Francia (bandiera)          | D     | Darnel Situ        |
| 24 | Corea del Sud (bandiera)    | C     | Ki Sung-Yueng      |
| 25 | Germania (bandiera)         | P     | Gerhard Tremmel    |
| 26 | Paesi Bassi (bandiera)      | C     | Germain Agustien   |
| 27 | Inghilterra (bandiera)      | C     | Mark Gower         |
| 31 | Galles (bandiera)           | C     | Lee Lucas          |
| 33 | Galles (bandiera)           | D     | Ben Davies         |
| 41 | Irlanda del Nord (bandiera) | A     | Rory Donnelly      |

## Risultati

### Barclays Premier League
| Arbitro: | Lee Probert |

|  |           |                                          |
|  | Marcatori | 8’, 53’ Michu 63’, 71’ Dyer 81’ Sinclair |

| Arbitro: | Martin Atkinson |

|                                 |           |  |
| Rangel 20’ Michu 29’ Graham 64’ | Marcatori |  |

| Arbitro: | Roger East |

|                           |           |                     |
| Routledge 45+1’ Michu 66’ | Marcatori | 40’, 45+7’ Fletcher |

| Arbitro: | Lee Mason |

|                        |           |  |
| Lowton 16’ Benteke 88’ | Marcatori |  |

| Arbitro: | Anthony Taylor |

|  |           |                                        |
|  | Marcatori | 21’ Anichebe 43’ Mirallas 82’ Fellaini |

| Arbitro: | Jonathan Moss |

|                 |           |  |
| Crouch 12’, 36’ | Marcatori |  |

| Arbitro: | Mike Dean |

|                         |           |                         |
| Michu 71’ Routledge 78’ | Marcatori | 31’ Pogrebnyak 44’ Hunt |

| Arbitro: | Mike Jones |

|                         |           |           |
| Hernández 65’ Michu 67’ | Marcatori | 69’ Boyce |

| Arbitro: | Martin Atkinson |

|           |           |  |
| Tevez 61’ | Marcatori |  |

| Arbitro: | Kevin Friend |

|               |           |           |
| Hernández 88’ | Marcatori | 61’ Moses |

| Arbitro: | Andre Marriner |

|                  |           |          |
| Schneiderlin 64’ | Marcatori | 73’ Dyer |

| Arbitro: | Phil Dowd |

|          |           |                         |
| Ba 90+3’ | Marcatori | 58’ Michu 87’ de Guzmán |

| Swansea 25 novembre 2012, ore 14:30 CET 13ª giornata | Swansea City  | 0 – 0 referto | Liverpool | Liberty Stadium (20.621 spett.)\| Arbitro: \| Jonathan Moss \| |
| Arbitro:                                             | Jonathan Moss |               |           |                                                                |

| Arbitro: | Lee Mason |

|                             |           |              |
| Michu 9’ Routledge 11’, 39’ | Marcatori | 45+3’ Lukaku |

| Arbitro: | Mark Clattenburg |

|  |           |                  |
|  | Marcatori | 88’, 90+1’ Michu |

| Arbitro: | Howard Webb |

|                                |           |                                                  |
| Michu 51’, 90+3’ de Guzmán 59’ | Marcatori | 16’ Whittaker 40’ Bassong 44’ Holt 77’ Snodgrass |

| Arbitro: | Mike Dean |

|                |           |  |
| Vertonghen 75’ | Marcatori |  |

| Arbitro: | Michael Oliver |

|           |           |          |
| Michu 29’ | Marcatori | 16’ Evra |

| Reading 26 dicembre 2012, ore 16:00 CET 19ª giornata | Reading    | 0 – 0 referto | Swansea City | Madejski Stadium (24.050 spett.)\| Arbitro: \| Mike Jones \| |
| Arbitro:                                             | Mike Jones |               |              |                                                              |

| Arbitro: | Andre Marriner |

|          |           |                          |
| Ruiz 56’ | Marcatori | 19’ Graham 52’ de Guzmán |

| Arbitro: | Mark Halsey |

|                           |           |                                |
| Routledge 9’ Graham 90+4’ | Marcatori | 44’ Weimann 84’ (rig.) Benteke |

| Liverpool 12 gennaio 2013, ore 16:00 CET 22ª giornata | Everton   | 0 – 0 referto | Swansea City | Goodison Park (35.782 spett.)\| Arbitro: \| Phil Dowd \| |
| Arbitro:                                              | Phil Dowd |               |              |                                                          |

| Arbitro: | Mike Dean |

|                                   |           |                    |
| Ben Davies 49’ de Guzmán 57’, 80’ | Marcatori | 90+1’ Michael Owen |

| Sunderland 29 gennaio 2013, ore 20:45 CET 24ª giornata | Sunderland     | 0 – 0 referto | Swansea City | Stadium of Light (35.628 spett.)\| Arbitro: \| Andre Marriner \| |
| Arbitro:                                               | Andre Marriner |               |              |                                                                  |

| Arbitro: | Lee Probert |

|             |           |  |
| Carroll 77’ | Marcatori |  |

| Arbitro: | Neil Swarbrick |

|                                        |           |            |
| Michu 8’, 67’ Rangel 18’ Hernández 50’ | Marcatori | 48’ Zamora |

| Arbitro: | Howard Webb |

|                                                                             |           |  |
| Gerrard 34’ (rig.) Coutinho 46’ Enrique 50’ Suárez 56’ Sturridge 71’ (rig.) | Marcatori |  |

| Arbitro: | Craig Pawson |

|           |           |  |
| Moore 85’ | Marcatori |  |

| Arbitro: | Lee Mason |

|                                 |           |           |
| Lukaku 40’ de Guzmán 61’ (aut.) | Marcatori | 33’ Moore |

| Arbitro: | Jonathan Moss |

|  |           |                            |
|  | Marcatori | 74’ Monreal 90+1’ Gervinho |

| Arbitro: | Anthony Taylor |

|           |           |                        |
| Michu 71’ | Marcatori | 7’ Vertonghen 21’ Bale |

| Arbitro: | Michael Oliver |

|                          |           |                     |
| Snodgrass 40’ Turner 60’ | Marcatori | 35’ Michu 75’ Moore |

| Swansea 20 aprile 2013, ore 16:00 CEST 33ª giornata | Swansea City | 0 – 0 referto | Southampton | Liberty Stadium (20.561 spett.)\| Arbitro: \| Mark Halsey \| |
| Arbitro:                                            | Mark Halsey  |               |             |                                                              |

| Arbitro: | Mark Clattenburg |

|                                |           |  |
| Oscar 43’ Lampard 45+2’ (rig.) | Marcatori |  |

| Swansea 4 maggio 2013, ore 16:00 CEST 35ª giornata | Swansea City | 0 – 0 referto | Manchester City | Liberty Stadium (20.242 spett.)\| Arbitro: \| Mike Jones \| |
| Arbitro:                                           | Mike Jones   |               |                 |                                                             |

| Arbitro: | Kevin Friend |

|                             |           |                                       |
| Espinoza 45+1’ McCarthy 53’ | Marcatori | 50’ Rangel 59’ Shechter 76’ Tiendalli |

| Arbitro: | Jonathan Moss |

|                             |           |           |
| Hernández 39’ Ferdinand 87’ | Marcatori | 49’ Michu |

| Arbitro: | Lee Manson |

|  |           |                                              |
|  | Marcatori | 22’ Kačaniklić 77’ Berbatov 90+3’ Emanuelson |

### FA Cup

#### Trentaduesimi di finale
| Arbitro: | Howard Webb |

|                      |           |                        |
| Michu 58’ Graham 87’ | Marcatori | 81’ Podolski 83’ Gibbs |

| Arbitro: | Mark Clattenburg |

|              |           |  |
| Wilshere 86’ | Marcatori |  |

### Football League Cup

#### Secondo turno
| Arbitro: | Simon Hooper |

|                           |           |                   |
| Graham 24’ Moore 59’, 88’ | Marcatori | 69’ Bobby Hassell |

#### Sedicesimi di finale
| Arbitro: | Robert Madley |

|                       |           |                               |
| Simpson 45’ Akpan 62’ | Marcatori | 27’ Michu 74’ Graham 90’ Monk |

#### Ottavi di finale
| Arbitro: | Lee Probert |

|            |           |                                  |
| Suárez 76’ | Marcatori | 34’ Chico 72’ Dyer 90’ de Guzmán |

#### Quarti di finale
| Arbitro: | Lee Probert |

|                  |           |  |
| Hines 81’ (aut.) | Marcatori |  |

#### Semifinali
| Arbitro: | Anthony Taylor |

|  |           |                      |
|  | Marcatori | 39’ Michu 90’ Graham |

| Swansea 23 gennaio 2013, ore 20:45 CET Semifinale - Ritorno | Swansea City | 0 – 0 referto | Chelsea | Liberty Stadium (19.506 spett.)\| Arbitro: \| Chris Foy \| |
| Arbitro:                                                    | Chris Foy    |               |         |                                                            |

#### Finale
| Arbitro: | Kevin Friend |

|  |           |                                                     |
|  | Marcatori | 16’, 48’ Dyer 40’ Michu 59’ (rig.), 90+1’ de Guzmán |

| Bradford City | Swansea City |

|                |    |                 |  |     |
|                |    |                 |  |     |
| GK             | 12 | Matt Duke       |  | 56’ |
| RB             | 2  | Stephen Darby   |  |     |
| CB             | 23 | Rory McArdle    |  |     |
| CB             | 16 | Carl McHugh     |  |     |
| LB             | 27 | Curtis Good     |  | 46’ |
| RM             | 11 | Garry Thompson  |  | 74’ |
| CM             | 18 | Gary Jones (c)  |  |     |
| CM             | 24 | Nathan Doyle    |  |     |
| LM             | 14 | Will Atkinson   |  |     |
| CF             | 9  | James Hanson    |  |     |
| CF             | 21 | Nahki Wells     |  | 58’ |
| Substitutes:   |    |                 |  |     |
| GK             | 1  | Jon McLaughlin  |  | 58’ |
| DF             | 5  | Andrew Davies   |  | 46’ |
| MF             | 4  | Ricky Ravenhill |  |     |
| MF             | 7  | Kyel Reid       |  |     |
| MF             | 26 | Blair Turgott   |  |     |
| FW             | 17 | Alan Connell    |  |     |
| FW             | 20 | Zavon Hines     |  | 74’ |
| Allenatore:    |    |                 |  |     |
| Phil Parkinson |    |                 |  |     |

|                 |    |                     |     |     |
|                 |    |                     |     |     |
| GK              | 25 | Gerhard Tremmel     |     |     |
| RB              | 22 | Àngel Rangel        |     |     |
| CB              | 24 | Ki Sung-Yueng       | 38’ | 63’ |
| CB              | 6  | Ashley Williams (c) |     |     |
| LB              | 33 | Ben Davies          |     | 84’ |
| DM              | 7  | Leon Britton        |     |     |
| DM              | 20 | Jonathan de Guzmán  |     |     |
| RW              | 12 | Nathan Dyer         |     | 78’ |
| LW              | 15 | Wayne Routledge     |     |     |
| AM              | 11 | Pablo Hernández     |     |     |
| CF              | 9  | Michu               |     |     |
| Substitutes:    |    |                     |     |     |
| GK              | 1  | Michel Vorm         |     |     |
| DF              | 16 | Garry Monk          |     | 63’ |
| DF              | 21 | Dwight Tiendalli    |     | 84’ |
| MF              | 14 | Roland Lamah        |     | 78’ |
| MF              | 26 | Germain Agustien    |     |     |
| FW              | 17 | Itay Shechter       |     |     |
| FW              | 19 | Luke Moore          |     |     |
| Allenatore:     |    |                     |     |     |
| Michael Laudrup |    |                     |     |     |

| Man of the match - Nathan Dyer (Swansea City) Match officials - Assistenti: - Stuart Burt - Scott Ledger - Quarto uomo: Michael Oliver |

## Statistiche

### Statistiche di squadra
| Competizione   | Punti | In casa | In casa | In casa | In casa | In casa | In casa | In trasferta | In trasferta | In trasferta | In trasferta | In trasferta | In trasferta | Totale | Totale | Totale | Totale | Totale | Totale | DR  |
| Competizione   | Punti | G       | V       | N       | P       | Gf      | Gs      | G            | V            | N            | P            | Gf           | Gs           | G      | V      | N      | P      | Gf     | Gs     | DR  |
| -------------- | ----- | ------- | ------- | ------- | ------- | ------- | ------- | ------------ | ------------ | ------------ | ------------ | ------------ | ------------ | ------ | ------ | ------ | ------ | ------ | ------ | --- |
| Premier League | 46    | 19      | 6       | 8       | 5       | 28      | 26      | 19           | 5            | 5            | 9            | 19           | 25           | 38     | 11     | 13     | 14     | 47     | 51     | -4  |
| FA Cup         | -     | 1       | 0       | 1       | 0       | 2       | 2       | 1            | 0            | 0            | 1            | 0            | 1            | 2      | 0      | 1      | 1      | 2      | 3      | -1  |
| League Cup     | -     | 3       | 2       | 1       | 0       | 4       | 1       | 4            | 4            | 0            | 0            | 13           | 3            | 7      | 6      | 1      | 0      | 17     | 4      | +13 |
| Totale         | -     | 23      | 8       | 10      | 5       | 34      | 29      | 24           | 9            | 5            | 10           | 32           | 29           | 47     | 17     | 15     | 15     | 66     | 58     | +8  |